# Seiko Matsuda Christmas Songs
『Seiko Matsuda Christmas Songs』（セイコ・マツダ・クリスマス・ソングズ）は、松田聖子のクリスマスソング・ベスト・アルバム。2009年11月11日発売。

## 解説
20曲収録のベスト・アルバム。初回仕様限定盤はオリジナル・スリープ仕様。2019年11月27日より、高品質Blu-spec CD2仕様で再販。

## 収録曲
1. Instrumental Prologue (Pearl-White Eve〜Twinkle star,Shining star)
  - 新曲。
2. Pearl-White Eve
  - 1987年11月21日発売『Snow Garden』収録アルバムバージョン
3. Blue Christmas
  - 企画アルバム『金色のリボン』収録。
4. 雪のファンタジー
  - 1987年4月22日発売『微熱少年 MOVIE SONGS』収録バージョン
5. 夜空へドライブ〜A wink to Santa
  - アルバム『A Time for Love』収録。
6. Together for Christmas
  - アルバム『A Time for Love』収録。
7. 冬の妖精
  - アルバム『風立ちぬ』収録。
8. ウィンター・ガーデン
  - アルバム『North Wind』収録。
9. 凍った息
  - シングル「Pearl-White Eve」カップリング。
10. Christmas Tree
企画アルバム『Christmas Tree』収録。
11. ジングルベルも聞こえない
  - 企画アルバム『金色のリボン』収録。
12. 恋人がサンタクロース
  - 企画アルバム『金色のリボン』収録。
13. Last Christmas
企画アルバム『Christmas Tree』収録。
14. 外は白い雪
  - アルバム『A Time for Love』収録。
15. Merry Christmas
  - シングル「クリスマスの夜」カップリング。
16. クリスマスの願い
  - アルバム『Under the beautiful stars』収録。
17. 二人だけのChristmas
  - アルバム『Precious Moment』収録。
18. クリスマスの夜
19. Twinkle Star, Shining star
  - アルバム『Sweet Memories'93』収録。
20. Instrumental Epilogue (Pearl-White Eve〜Twinkle star,Shining star〜ジングルベル)
  - 新曲。